# Antell
Antell är en finländsk adelsätt från Anttila hemman, Piehingi by i Salois socken i Österbotten.
Stamfader var senatorn i ekonomiedepartementet, guvernören i Kuopio län Samuel Henrik Antell (1810–1874) vilken adlades 1866.

## Kända medlemmar
- Samuel Henrik Antell (1810–1874), geheimeråd, adlades 1866 med namnet Antell
- Kasten Antell (1845–1906), finländsk militär och politiker, son till föregående.
- Henrik Antell (1914–2002), finländsk journalist och diplomat.
- Kurt Antell (1890–1972),  finländsk ämbetsman och politiker.
- Love Antell (född 1980), svensk musikartist